# Distrito de Tambobamba
Tambobamba es uno de los 6 distritos de la Provincia de Cotabambas  ubicada en el departamento de Apurímac, bajo la administración del Gobierno regional de Apurímac, en el sur del Perú.
Desde el punto de vista jerárquico de la Iglesia católica forma parte de la Diócesis de Abancay la cual, a su vez, pertenece a la Arquidiócesis de Cusco.

## Toponimia
Se origina de las palabras del quechua/A: tanpu, mesón en camino; panpa, planicie.

## Historia
El distrito fue creado mediante Ley s/n del 2 de enero de 1857.La cultura chanca se desarrolló en este territorio. Durante la conquista, perteneció a la provincia de Antabamba. La explotación minera dio origen a la creación de pueblo de Haquira. Durante la colonia, entre los años 1689, la intendencia del Cuzco estaba formado por la provincia de Cotabambas. Además, surgen los hacendados,  que disponen de alrededor  300 colonos,  entre ellos de Cotabambas.
Cotabambas fue creado en el gobierno de Simón Bolívar, el 21 de julio de 1825, como parte integrante del departamento de Cuzco siendo la capital Cotabambas entre 1825-1857. Junto con la provincia de Cotabambas también se crearon cuatro distritos: Cotabambas, Chuquibamba, Cotaneras, Yanaguaras.
El 2 de enero de 1852, por Decreto Ley, Chuquibamba es elevado a la categoría de Villa, denominándolo como "Chuquibambilla". En 1919 bajo la ley N.º 4008 cambia de nombre a Grau siendo capital Chuquibambilla. En el año 1857, recién se crean oficialmente los 7 distritos, entre ellos el distrito de Tambobamba, Haquira y Mara. El 19 de noviembre de 1964 se crea el distrito de Coyllurqui.
En 1960, por Ley 13407 del 10 de marzo, se aprueba crear la provincia de Cotabambas,  con su capital Tambobamba. La provincia fue creada el 30 de agosto. El 18 de noviembre de 1994 se crea el distrito de Chalhuahuacho.

## Población
De acuerdo al último censo nacional, el distrito de Tambobamba tiene una población de 3 166 habitantes.

## Superficie
El distrito tiene un área de 603, 76 km².

## Autoridades

### Municipales
- Rildo Guillen Collado - Alcalde 2019 al 2022
- 2015-2017[4]
  - Alcalde: Odilon Huanaco Condori, del Movimiento Poder Popular Kallpa (MPK). Este alcalde se encuentra fugado de la justicia desde febrero de 2017, tras ser ordenada su detención por cargos de corrupción durante su gestión como alcalde del Distrito de Challhuahuacho. En su reemplazo asumió la alcaldía su Teniente Alcalde hasta el fin del periodo.
  - Regidores: Valentín Quispe Flores (MPK), Gregorio Fuentes Agüero (MPK), Eloy Condori Huallpa (MPK), 	Mario Sihuincha Chalco (MPK), 	Olinda Bolívar Huanca (MPK), Justo Pastor Puma Velásquez (MPK), Miguel Ángel Huachaca Mamani (Fuerza Popular Campesina), Wilbert Cabrera Quispe (Unión por el Perú) y Marizol Abarca Ovalle (Fuerza Popular).
- 2011-2014:[5]
  - Alcalde: Guido Ayerve Quispe, del Movimiento Poder Popular Andino (PPA).
  - Regidores:Dante Contreras Gayoso (Nueva Izquierda), Ruth Paz Ccoricasa (PPA), Juan Palma Quispe (PPA), Luis Iván Cruz Puma (PPA), Soramayhua Peñalva Escobar (PPA), Antonia Huillca Hinostroza (PPA), Pedro Alejandro Osorio (Kallpa).

## Festividades
- Febrero: Carnavales, Fiesta tika'pallana (carnaval tambobambino)

- Agosto 15: Virgen Asunta.
- Agosto 29: serenata por la creación de la provincia
- Agosto 30: corrida de toros con cóndor